# Jeremy Sylvers
Jeremy Sylvers (nacido el 19 de junio de 1983 en Bronx, Nueva York, Estados Unidos) es un actor estadounidense, conocido por haber destacado el personaje de Tyler en la película de terror  Child's Play 3 (1991). Apareció en un episodio de Saved by the Bell (1992) como Tommy y en un episodio de My Wife and Kids (2001). 

## Familia
Es hijo del actor Edmund Sylvers y sobrino de Foster Sylvers, Leon F. Sylvers III, Charmaine Sylvers, James Jonathan Sylvers, Angie Sylvers Polk y Patricia Sylvers Deruso. Además es nieto de Shirley Sylvers y primo de Tyava Winborne.